# Gymnasion (Pergamon)
Das Gymnasion von Pergamon war eine ausgedehnte, im 2. Jahrhundert v. Chr. errichtete Anlage, die sich über drei Terrassen erstreckte und zahlreiche Einrichtungen zur Bildung und zur sportlichen Ertüchtigung umfasste. Jede der am Südhang der Akropolis von Pergamon gelegenen Terrassen umfasste Stätten für einen bestimmten Bereich der Übungen und war möglicherweise zusätzlich für verschiedene Altersklassen vorgesehen.

## Terrassenanlagen
Für die Anlage des Komplexes am Hang waren umfassende Vorarbeiten notwendig. Felsabarbeitungen einerseits, die Errichtung komplizierter Stützmauersysteme und umfangreicher Anschüttungen andererseits mussten durchgeführt werden, um das Gelände vorzubereiten. Staffelungen von bis zu drei hinter- und übereinander angeordneten Stützmauern mit Quermauern und Strebepfeilern wurden hierfür errichtet. Überwunden wurden große Niveauunterschiede zwischen den Terrassen, deren untere auf 62 Meter über Meereshöhe lag, während die mittlere auf 70,50 Meter, die obere auf 88,50 Meter ihren Laufhorizont hatten. Selbst die straßenseitige Stützmauer der südlichen Terrasse, die an ihrem östlichen Ende auf Straßenniveau ansetzte, musste in ihrem westlichen Teil 12 Höhenmeter überwinden, wofür die Architekten zwei, im Abstand von 4 Metern parallel verlaufende Mauern bauen ließen.

## Gestaltung
Der Hauptzugang zum Gymnasion in Form eines prächtigen Torbaus lag an der Südostecke der unteren Terrasse. Von hier aus konnte man die untere Terrasse direkt, die mittlere über eine große Podiumstreppe erreichen. Die Verbindung zwischen mittlerer und oberer Terrasse wurde hingegen nur durch eine schmale Treppe an der Ostseite der Terrassen gewährleistet.
Die kleine, mit einem aufgrund der Straßenführung unregelmäßigen, fast dreieckigen Grundriss konzipierte Südterrasse besaß so gut wie keine baulichen Einrichtungen und wird als Knabengymnasion angesprochen.
Die mittlere Terrasse war rund 250 Meter lang und in ihrem zentralen Bereich etwa 70 Meter tief. An ihrer Nordseite stand eine zweigeschossige Halle, der Platz davor war frei. Im Osten des Platzes erhob sich ein kleiner, nach Westen sich öffnender Prostylos korinthischer Ordnung, in dessen Umfeld außer einem Altar zahlreiche als Weihgeschenke aufgestellte Statuen und Inschriften gefunden wurden. Die Räumlichkeiten und Exedren der Nordhalle in diesem Bereich öffneten sich auf diese kleine Tempelanlage. Am Übergang von der oberen zur mittleren Gymnasionterrasse befand sich ein gedecktes, 7 Meter breites und 212 Meter langes Stadion, das sogenannte „Kellerstadion“. Die mittlere Terrasse war vor allem für das Lauftraining im Sommer wie im Winter vorgesehen.
Die obere und mit 150 × 70 Metern zugleich größte Terrasse war ein von Säulenhallen und anderen Gebäuden umgebener Hof, der allein rund 36 × 74 Metern maß. Dieser als Palästra anzusprechende Komplex besaß hinter seiner nördlichen Säulenhalle einen theaterförmigen Unterrichtsraum wohl aus römischer Zeit und mittig einen großen Festsaal. Weitere Räume unklarer Funktion waren von den Säulenhallen aus zugänglich. Im Westen dieser Terrasse stand auf einer nicht abgearbeiteten, natürlichen Felserhebung ein nach Süden gerichteter ionischer Antentempel als zentrales Heiligtum des Gymnasions. Zahlreiches Werkstücke des Baus zeugen davon, dass er zunächst als dorischer Tempel konzipiert und zum Teil auch ausgeführt worden war, bevor man ihn in ionischer Ordnung gegen Ende des 2. Jahrhunderts v. Chr. fertigstellte. Der Ostbereich wurde in römischer Zeit durch eine Thermenanlage überbaut. Weitere römische Bäder wurden westlich des ionischen Tempels errichtet.